# Jason Elam
Jason Elam (* 8. März 1970 in Fort Walton Beach, Florida) ist ein ehemaliger US-amerikanischer American-Football-Spieler. Er spielte auf der Position des Kickers für die Atlanta Falcons und die Denver Broncos in der NFL.
Elam spielte im College für die University of Hawaii at Manoa und wurde 1993 von den Denver Broncos in der dritten Runde des Drafts als 70ter Spieler des Jahrgangs im NFL Draft gewählt. Seit damals blieb Elam den Broncos treu und entwickelte sich zu einem der besten und beständigsten Kicker der NFL. Nur vier Spieler haben in ihrer Karriere mehr Punkte als Elam erzielt. Als er am 25. Oktober 1998 ein 63-Yard-Field-Goal gegen die Jacksonville Jaguars erzielte, stellte Elam außerdem den Rekord für das längste jemals erzielte Field Goal der NFL-Geschichte ein. Erst 2013 wurde der Rekord durch Matt Prater übertroffen.
Elam wurde drei Mal in den Pro Bowl gewählt (1995, 1998, 2001) und gewann mit den Broncos zwei Mal den Super Bowl (1997, 1998).
In der Free Agency Periode 2010 kehrte Elam nach einem zweijährigen Intermezzo mit den Atlanta Falcons zu den Broncos zurück. Bei den Broncos unterschrieb Elam einen Ein-Tages-Vertrag und beendete daraufhin seine 17-jährige Karriere.
Elam spielte 15 seiner 17 Saisons für die Broncos, bei denen er seine Karriere beenden wollte.
Mit 1983 Punkten in 236 Spielen liegt Elam auf Rang acht der Kicker mit den meisten Punkten.